# Czeslaw de Wijs
Czeslaw de Wijs (Baarn, 31 januari 1969) is een Nederlands acteur, toneelschrijver en lichtontwerper.  Hij werd als dertienjarige bekend vanwege zijn rol als graaf Geert-Jan Grisenstijn uit de televisieserie De Zevensprong.
De Wijs groeide op in Baarn, waar zijn vader docent was op een internaat. Hij werd genoemd naar een oom. Vanaf 1985 was hij te zien in de NCRV-televisieserie Mijn Idee en in 1989 speelde hij in een aflevering van de televisieserie Prettig geregeld.
In 1990 was De Wijs medeoprichter van theatergezelschap 't Barre Land. Tevens werkt hij als dramaturg voor gezelschappen als De Warme Winkel en het Antwerpse toneelgezelschap De Nwe Tijd. In 2015 behoorde hij tot de oprichters van avondboekhandel en uitgeverij Sternheim die gespecialiseerd zijn in toneel. 
De Wijs schrijft over toneel en vertaalt toneelstukken.